# Joeropsis waltervadi
Joeropsis waltervadi is een pissebed uit de familie Joeropsididae. De wetenschappelijke naam van de soort is voor het eerst geldig gepubliceerd in 1975 door Kensley.